# 李玘 (嘉靖進士)
李玘（1500年—1544年），字文甫，號石沙，江西建昌府南豐縣背郭里人，匠籍，明朝政治人物。官至貴州按察司副使。

## 生平
嘉靖七年（1528年）戊子科江西鄉試第六十二名舉人。嘉靖八年（1529年）中式己丑科會試第二百二十三名，登第二甲第五十六名進士。授刑部主事，因得罪太监，以门禁不謹逮入锦衣卫狱中，贬广西都司添注经历，十五年稍遷四川顺庆府同知，嘉靖十七年（1538年）担任广东惠州府知府，在郡五年，二十二年癸卯入覲，升貴州副使。未赴任，辞官归乡。嘉靖二十三年卒于家，享年四十五。

## 家族
曾祖李孔顒；祖父李九息；父李惟廣，號直菴，封惠州府知府；母陳氏，贈太恭人。严侍下。弟李橋，嘉靖甲辰进士。